# Perisama eminens
Perisama eminens är en fjärilsart som beskrevs av Charles Oberthür 1881. Perisama eminens ingår i släktet Perisama och familjen praktfjärilar. Inga underarter finns listade i Catalogue of Life.